# Dom Roberto
Dom Roberto (1962) é um filme português de José Ernesto de Sousa, a sua única longa metragem. É, com Os Verdes Anos, de Paulo Rocha, uma das obras fundadoras do Novo Cinema português.
É uma obra inovadora em que se fundem tendências do neo-realismo e da Nouvelle Vague francesa, movimento vanguardista do cinema com o qual Ernesto de Sousa esteve em contacto directo, tendo travado conhecimento com alguns dos seus mais ilustres representantes, em Paris.
O filme foi estreado no cinema Império a 30 de Maio de 1962.

## Ficha sumária
- Argumento: Leão Penedo
- Realizador: Ernesto de Sousa
- Poemas: Alexandre O'Neill
- Música - Armando Santiago
- Exteriores: Lisboa - Alfama Os exteriores foram filmados no Pátio do Livramento, à Calçada do Livramento, em Alcântara.
- Formato: 35 mm p/b
- Género: ficção (drama social)
- Duração: 102'
- Distribuição: Imperial Filmes
- Estreia: Cinema Império, em Lisboa, a 30 de Maio de 1962

## Sinopse
O tema central é a vida miserável de um vagabundo sonhador da cidade de Lisboa, João Barbelas, a quem os garotos deram a alcunha de "Dom Roberto" por o verem deambular com o seu teatro ambulante de fantoches pelas ruas da cidade. Barbelas tem um romance de amor com uma rapariga de triste passado, a Maria, que ingenuamente acredita ter conseguido arranjar casa para consumar o amor que por ele sente e com ele partilhar a alegria de viver.
A felicidade é traiçoeira. Perdem ambos a casa mas conservam a esperança e a ternura, tendo a fome como fatalidade.

## Enquadramento histórico
Na sua estreia no cinema Império, a maior sala de Lisboa, o filme foi ruidosamente anunciado como sendo um filme novo de um novo cinema. Foi seleccionado para o Festival de Cannes (1963 - Menção Especial do Júri do Melhor Filme para a Juventude), mas Ernesto de Sousa foi impedido pela PIDE de nele comparecer, tendo sido perseguido e preso.
Existem divergências entre críticos e historiadores no que toca o lugar deste filme na história do cinema português, filme considerado por alguns como a primeira obra do chamado Novo Cinema em Portugal e por outros como simples expressão neo-realista de um tema já explorado (Saltimbancos de Manuel Guimarães). Tornou-se lugar-comum afirmar-se que Verdes Anos é "mais novo cinema" que Dom Roberto. Seria talvez mais rigoroso dizer-se que é menos neo-realista. A comparação nessa perspectiva poderá tornar-se mais esclarecedora.
É no entanto óbvio que este filme marca uma rotura com a tradição anterior visto assumir-se simultaneamente como filme "político" no auge do Estado Novo e como filme de vanguarda pela sua abordagem formal, por um novo tratamento cinematográfico e pelo seu modo de produção, improvisado e precário. Dom Roberto foi produzido sem apoios do Estado, com fundos obtidos pelo movimento cine-clubista, de que Ernesto de Sousa foi fundador, através da revista de cinema Imagem, de que também foi iniciador e principal redactor. Com o filme Os Verdes Anos (1963) de Paulo Rocha, em que a questão política e a influência neo-realista é menos explícita, Dom Roberto marca de facto o início de uma viragem formal, estética e ideológica na história do cinema de Portugal.

## Ficha artística
- Raul Solnado – João Barbelas (Dom Roberto)
- Glícinia Quartin – Maria
- Nicolau Breyner – homem de preto
- Rui Mendes – Serafim
- Luís Cerqueira – Gabriel
- Fernanda Alves – Ivone
- Costa Ferreira – Amâncio
- Olga da Fonseca – Mariana
- Carlos Fernando – Carlitos
- Isabel do Carmo – Isabel
- Clara Rocha
- César Augusto
- Adelaide João
- Telmo Rendeiro
- Julieta Cardoso
- Pedro Boaventura
- Luís Alberto
- Marília Fernandes
- José Bento
- José Baleia
- Jorge Rodrigues
- Lurdes Lopes
- Carlos Grilo
- Esperança Monteiro
- Benjamin Falcão
- Povo de Lisboa

## Ficha técnica
- Realizador - Ernesto de Sousa
- Produtor - Rafael Pena e Costa
- Director de fotografia - Abel Escoto
- Iluminação - João de Almeida
- Robertos - António Dias
- Montagem - Pablo del Amo
- Director de som - Augusto Lopes
- Laboratório de imagem - Ulyssea Filme
- Género: ficção (drama social)
- Duração: 102'
- Distribuição: Imperial Filmes
- Estreia: Cinema Império, em Lisboa, a 30 de Maio de 1962

## Festivais
- Festival de Cannes - Menção Especial do Júri  (Melhor Filme para a Juventude) - 1963.